# Hanžeković Memorial

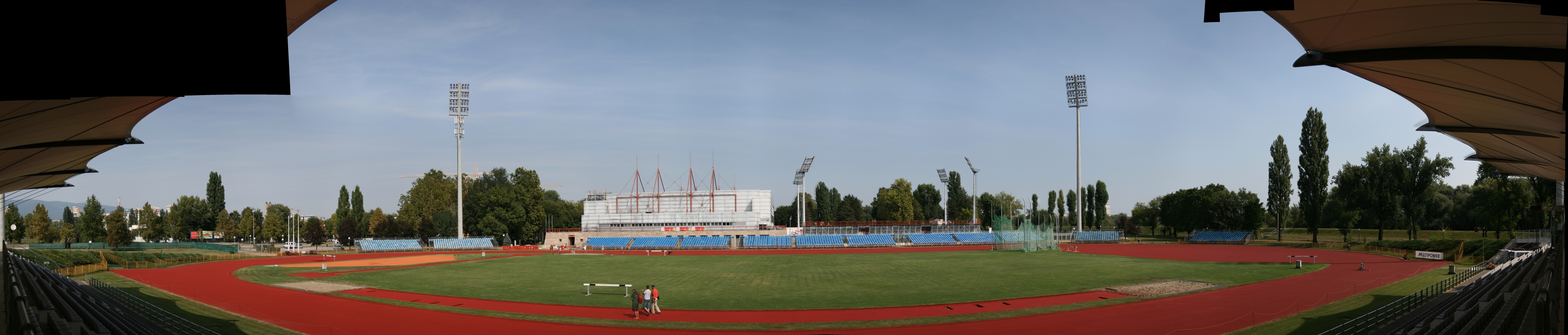
Het Stadion SRC Mladost, waar de Hanžeković Memorial jaarlijks wordt gehouden.

De Hanžeković Memorial, of Hanžek zoals het plaatselijk vaak wordt genoemd, is een jaarlijkse internationale atletiekwedstrijd. Het evenement wordt gehouden in het Stadion SRC Mladost in Čakovec (Kroatië), dicht bij Zagreb. Daarom staat de wedstrijd de laatste jaren ook wel bekend als de Zagreb Meeting. De wedstrijd is onderdeel van de IAAF World Challenge.

## Geschiedenis
De Hanžeković Memorial dankt zijn naam aan de Kroatische atleet Boris Hanžeković (1916-1945), die op de verschillende sprint-, horden-, en estafetteonderdelen successen behaalde. In de Tweede Wereldoorlog werd Hanžeković naar het Concentratiekamp Jasenovac gedeporteerd, waar hij uiteindelijk in 1945 stierf.
Ter nagedachtenis van deze atleet werd in 1951 de eerste Hanžeković Memorial gehouden, die de eerste zeven jaar vooral een lokale wedstrijd was tussen twee atletiekclubs in Zagreb. In 1958 kreeg de wedstrijd een internationaal karakter. De 110 m horden staat tijdens de wedstrijd geboekt als de Memorial race.
Van 1999 tot en met 2009 behoorde de Hanžeković Memorial tot het IAAF Grand Prix-circuit. Vanaf 2010 maakt de wedstrijd deel uit van de IAAF World Challenge-wedstrijden, de laag wedstrijden onder de IAAF Diamond League.

## Meetingrecords

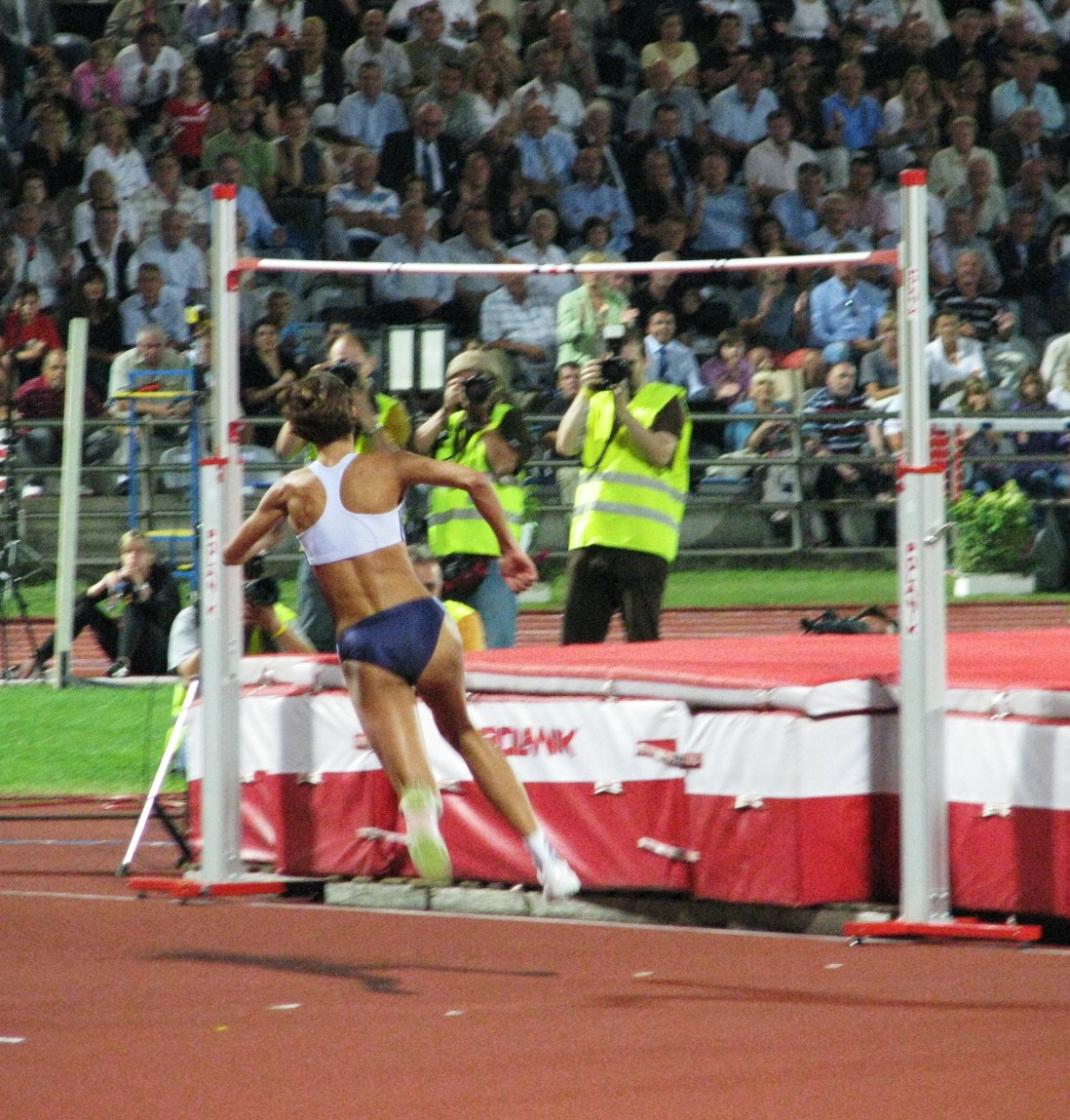
Blanka Vlašić op het punt om het meetingrecord te verbreken in 2009.

| Onderdeel            | Prestatie          | Atleet                   | Nationaliteit | Datum             |
| -------------------- | ------------------ | ------------------------ | ------------- | ----------------- |
| 100 m                | 9,85 s (+0,1 m/s)  | Usain Bolt               | JAM           | 13 september 2011 |
| 200 m                | 19,88 s (−0,4 m/s) | Ramil Goelijev           | TUR           | 8 september 2015  |
| 400 m                | 44,46 s            | Kirani James             | GRN           | 14 september 2021 |
| 800 m                | 1.44,08            | Nijel Amos               | BOT           | 4 september 2018  |
| 1000 m               | 2.13,13            | Marco Arop               | CAN           | 8 september 2024  |
| 1500 m               | 3.30,94            | Nixon Kiplimo Chepseba   | KEN           | 13 september 2011 |
| 1 Eng. mijl          | 3.50,68            | Noureddine Morceli       | ALG           | 7 juli 1998       |
| 2000 m               | 4.54,29            | Isaac Kimeli             | BEL           | 8 september 2024  |
| 3000 m               | 7.33.95            | Dominic Lokinyomo Lobalu | SSD           | 10 september 2023 |
| 5000 m               | 13.03,17           | Denis Kipkoech           | KEN           | 24 mei 2025       |
| 110 m horden         | 12,98 s            | Mark Crear               | USA           | 5 juli 1999       |
| 400 m horden         | 48,24 s            | Kemel Thompson           | JAM           | 7 juli 2003       |
| 2000 m steeplechase  | 5.14,06            | Soufiane El Bakkali      | MAR           | 11 september 2022 |
| 3000 m steeplechase  | 8.06.33            | Leonard Kipkemoi Bett    | KEN           | 8 september 2024  |
| hoogspringen         | 2,34 m             | Kwaku Boateng            | CAN           | 3 juli 2000       |
| polsstokhoogspringen | 5,88 m             | Emmanouil Karalis        | GRE           | 8 september 2024  |
| verspringen          | 8,46 m (−0.3 m/s)  | Luvo Manyonga            | RSA           | 4 september 2018  |
| hink-stap-springen   | 17,16 m            | Onochie Achike           | GBR           | 3 juli 2000       |
| kogelstoten          | 22,93 m            | Ryan Crouser             | USA           | 7 september 2024  |
| discuswerpen         | 72,34 m            | Kristjan Čeh             | SLO           | 24 mei 2025       |
| kogelslingeren       | 81,91 m            | Yann Chaussinand         | FRA           | 24 mei 2025       |
| speerwerpen          | 86,36 m            | Tero Pitkämäki           | FIN           | 3 september 2013  |

| Onderdeel            | Prestatie          | Atlete                | Nationaliteit | Datum             |
| -------------------- | ------------------ | --------------------- | ------------- | ----------------- |
| 100 m                | 10,91 s            | Anelia Nuneva         | BUL           | 12 juni 1991      |
| 200 m                | 22,04 s            | Christine Mboma       | NAM           | 14 september 2021 |
| 400 m                | 50,00 s            | Stacey-Ann Williams   | JAM           | 8 september 2024  |
| 800 m                | 1.57,00            | Nelly Chepchirchir    | KEN           | 8 september 2024  |
| 1000 m               | 2.36,33            | Jolanda Čeplak        | SLO           | 11 juli 2005      |
| 1500 m               | 3.58,14            | Gudaf Tsegay          | ETH           | 24 mei 2025       |
| Engelse mijl         | 4.21,10            | Linden Hall           | AUS           | 11 september 2022 |
| 2000 m               | 5.21,56            | Francine Niyonsaba    | BUR           | 14 september 2021 |
| 3000 m               | 8.33.37            | Lilian Rengeruk       | KEN           | 4 september 2018  |
| 100 m horden         | 12,47 s (−0.7 m/s) | Jasmine Camacho-Quinn | PUR           | 10 september 2023 |
| 400 m horden         | 53,89 s            | Rushell Clayton       | JAM           | 11 september 2022 |
| 2000 m steeplechase  | 5.47,42            | Beatrice Chepkoech    | KEN           | 10 september 2023 |
| 3000 m steeplechase  | 9.04,56            | Norah Jeruto          | KEN           | 29 augustus 2017  |
| hoogspringen         | 2,08 m             | Blanka Vlašić         | CRO           | 31 augustus 2009  |
| polsstokhoogspringen | 4,61 m             | Tina Šutej            | SLO           | 9 september 2022  |
| verspringen          | 6,96 m (+1.1 m/s)  | Ivana Španović        | SRB           | 6 september 2016  |
| hink-stap-springen   | 14,77 m (+0,2 m/s) | Shanieka Ricketts     | JAM           | 14 september 2021 |
| kogelstoten          | 20,33 m            | Astrid Kumbernuss     | GER           | 22 juni 1995      |
| discuswerpen         | 70,83 m            | Sandra Perković       | CRO           | 29 augustus 2017  |
| kogelslingeren       | 76,62 m            | Yipsi Moreno          | CUB           | 9 september 2008  |
| speerwerpen          | 66,42 m            | Sara Kolak            | CRO           | 3 september 2019  |

Berlijn (ISTAF) · Dakar (Meeting Grand Prix IAAF de Dakar) · Hengelo (Fanny Blankers-Koen Games) · Kingston (Jamaica International Invitational) · Madrid (Meeting de Atletismo Madrid) · Melbourne (Melbourne Track Classic) · Moskou (Moskou Challenge) · Ostrava (Golden Spike Ostrava) · Peking (Beijing World Challenge) · Ponce (Ponce Grand Prix de Atletismo) · Rabat (Meeting International Mohammed VI d'Athlétisme) · Rieti (Rieti Meeting) · Rio de Janeiro (Grande Premio Brasil Caixa de Atletismo) · Tokio (Seiko Golden Grand Prix) · Zagreb (Hanžeković Memorial)